# Domingos Oliveira
Domingos Augusto Alves da Costa Oliveira GCTE • ComA • GOA • GCA (Lisboa, Santa Maria de Belém, 31 de Julho de 1873 — Lisboa, 24 de Dezembro de 1957), conhecido por Domingos Oliveira, foi um militar e político que, entre outras funções, foi presidente do Ministério (primeiro-ministro) do penúltimo governo da Ditadura Militar, governando de 21 de Janeiro de 1930 a 25 de Junho de 1932. Passou à reserva como general do Exército Português em 1938. Foi entusiasta do hipismo, sendo autor de algumas obras sobre raças cavalares e a sua história.

## Biografia
Domingos Augusto Alves da Costa Oliveira nasceu em Lisboa, na freguesia de Santa Maria de Belém, em 31 de Julho de 1873.
Frequentou na Escola do Exército o curso destinado a oficiais da arma de Cavalaria.
Serviu no Regimento de Lanceiros da Rainha (Regimento de Lanceiros N.º 2) e no Regimento de Cavalaria de Elvas (Regimento de Lanceiros N.º 1). Em 1910, aquando da implantação da República Portuguesa, era comandante do Regimento de Lanceiros n.º 2, mostrando-se então fiel à monarquia.
Comandou a Brigada de Cavalaria do Alentejo e a Terceira Região Militar (com sede em Tomar). Por essa época esteve ligado ao chamado "Movimento das Espadas", de 1915, que levou Joaquim Pimenta de Castro ao poder.
A 15 de Fevereiro de 1919 foi feito Comendador da Ordem Militar de São Bento de Avis, tendo sido elevado a Grande-Oficial da mesma Ordem a 31 de Dezembro de 1920.
Foi aprovado no concurso para oficial general em 1925 e promovido a general a 5 de Maio de 1928. Era então governador militar de Lisboa desde 1927, nomeado após o golpe do 28 de Maio de 1926, a que aderiu como comandante da Brigada de Cavalaria de Estremoz.
Após a estabilização da Ditadura Nacional, foi nomeado presidente do Ministério (função equivalente à de primeiro-ministro), cargo que exerceu de 21 de Janeiro de 1930 a 5 de Julho de 1932. Neste governo, o oitavo executivo da Ditadura, o cargo de ministro das Finanças era exercido por António de Oliveira Salazar, personalidade que na reorganização governativa que precedeu a entrada em vigor da Constituição Portuguesa de 1933 e a consequente formalização constitucional do Estado Novo, ascendeu a presidente do Ministério (renomeado presidente do Conselho de Ministros com a entrada em vigor da nova Constituição).
Foi por um decreto do Ministério presidido por Domingos Oliveira que foi criada a União Nacional. Em cerimónia realizada na Sala do Conselho de Estado, a 30 de Julho de 1930, a que comparecem membros do Governo e representantes dos municípios, o General Domingos Oliveira leu o texto do decreto fundacional, cabendo a Oliveira Salazar fazer o discurso, que intitulou Princípios Fundamentais da Revolução Política, no qual criticou as desordens cada vez mais graves do "individualismo, do socialismo e do parlamentarismo, laivados de actuações internacionalistas".
Outra importante iniciativa legislativa do Governo presidido por Domingos Oliveira foi a promulgação do Acto Colonial, feita pelo Decreto n.º 18 570, de 8 de Julho de 1930, que substituiu o Título V da Constituição Portuguesa de 1911, criando o conceito de Império Colonial Português e abolindo o regime dos altos-comissários da República nas colónias.
Durante o seu governo ocorreu a última grande tentativa revolucionária do "Reviralhismo", quando em Abril e Maio de 1931 as guarnições militares da ilha da Madeira, dos Açores e da Guiné Portuguesa se sublevaram no episódio que ficou conhecido pela "Revolta das Ilhas". Conseguiu esmagar aquele movimento, contribuindo decisivamente para consolidar a ditadura que dois anos depois se transformaria formalmente no Estado Novo.
A 11 de Abril de 1931 foi elevado a Grã-Cruz da Ordem Militar de São Bento de Avis e agraciado com a Grã-Cruz da Antiga e Muito Nobre Ordem Militar da Torre e Espada, do Valor, Lealdade e Mérito.
O General Domingos Oliveira era considerado um homem modesto, popular e conservador. Após a sua passagem pelo governo passou a ser considerado um amigo pessoal de António de Oliveira Salazar.
Após a sua saída do Governo retomou em 1932 o cargo de governador militar de Lisboa e manteve importantes funções públicas e cerimoniais, entre as quais representar Portugal como embaixador extraordinário à coroação de Jorge VI de Inglaterra, em 1937.
Apesar da sua proximidade pessoal a Oliveira Salazar, em 1938 demitiu-se do cargo de governador militar de Lisboa, depois de em 1937 liderar o movimento de protesto contra as reformas militares promovidas por Santos Costa, então ministro da Guerra.
Passou à reserva em 1938, mas manteve algumas funções públicas, entre as quais a de presidente do Supremo Tribunal de Justiça Militar (1942) e a de chanceler da Ordem Militar da Torre e Espada, do Valor, Lealdade e Mérito (1952). Foi membro do Conselho de Estado a partir de 1949 até falecer.
Era um entusiasta pelo hipismo e pelo estudo do cavalo. Foi membro do comité fundador da Sociedade Hípica Portuguesa e autor de um livro sobre raças e ferros cavalares da Península Ibérica.
Morreu em Lisboa, na noite de consoada de 1957.